# Алтуфьево (село)
Алту́фьево — село, существовавшее на севере от Москвы, на нынешней территории районов Лианозово и Бибирево.

## История
История Алтуфьева насчитывает более 400 лет. Первое упоминание о небольшом подмосковном селе находится в писцовой книге 1585 года. Топоним, вероятно, образован от имени или фамилии владельца или первопоселенца, фамилия Олтуфьевы известна с 1495 года.
В Смутное время Алтуфьево было разорено и превратилось в пустошь. Его хозяевами стали «служилые московские люди» братья Акинфовы, Иван и Архип Фёдоровичи.
Семья Акинфовых владела селом почти век. В 1687 году Никита Иванович Акинфов возвел в Алтуфьеве каменную церковь Святой Софии и дочерей её Веры, Надежды и Любови. Церковь позднее была переосвящена в память Воздвижения Креста Господня. С тех пор село стали называть Крестным или Воздвиженским. В первой половине XVIII века, после пожара, церковь переименовали в Софийскую. В 1759 году последний владелец из рода Акинфовых продал село поручику Ивану Вельяминову, который построил новую церковь, ибо «старая пришла в совершенную ветхость». К 1763 году строительство было закончено, церковь вновь получила имя Кресто-Воздвиженской.
В 1786 году село купил князь Степан Куракин, богатый землевладелец, потомок старинного рода, действительный тайный советник. Князь выстроил господский дом, разбил сад, вырыл пруд, сохранившийся и поныне. У него гостили И. А. Крылов, Д. И. Фонвизин, художник Ф. С. Рокотов.
Во время Отечественной войны 1812 года имение было разорено:
Ограблено неприятелем часть церковной утвари и ризницы, свечи, денег на 15 рублей. В господском доме мебель, разная посуда, провизия, екипажи. У крестьян часть имущества, 6 лошадей с сбруею, 66 коров, 16 овец, дворовая птица, хлеб как господской, так и крестьянский, равно и из казённого магазина… Да взято казаками и гусарами 10 коров, овёс 2 четверти, сена 20 пудов.
Впоследствии село неоднократно меняло владельцев. Один из них, Николай Жеребцов, скульптор-любитель, возвел господский дом в стиле, напоминающем древнерусские хоромы. Затем имением владели его вдова М. Н. Жеребцова (1868 год), потом последовательно: Г. И. Алеева, М. Я. Лачинова, барон Н. В. Корф.
В 1888 году усадьбу приобрёл промышленник Г. М. Лианозов, основавший дачный посёлок Лианозово, находившийся на юго-запад от Алтуфьева.
На 1926 год в село было центром Алтуфьевского сельсовета, имело 84 хозяйства, из них 56 крестьянских. Проживало 377 человек, из них 181 мужского и 196 женского пола. Была школа и церковь.
С 1939 по 1959 село входило в Краснополянский район Московской области.